# Broken Arrow (1950)
Broken Arrow is een Amerikaanse film uit 1950 van Delmer Daves met in de hoofdrollen James Stewart, Jeff Chandler en Debra Paget.
De film is gebaseerd op de roman Blood Brother van Elliott Arnold (New York, 1947) en staat bekend als de eerste Western waarin Indianen worden afgeschilderd als normale mensen en niet als een stel bloeddorstige wilden.
De film werd genomineerd voor drie Oscars en won een Golden Globe voor film die het meest heeft bijgedragen aan onderling begrip. De film won ook een prijs voor de best geschreven Western van 1950. Die prijs ging naar scenarist Michael Blankfort. Maar Blankfort was niet de echte schrijver. Het scenario was van Albert Maltz, maar die was vanwege vermeende communistische sympathieën op de zwarte lijst geplaatst. Blankfort fungeerde als de front- of stroman van Maltz.

## Verhaal
In 1870 trekt goudzoeker Tom Jeffords door Arizona. Kolonel Bernall heeft hem bevolen naar Tucson te komen. Als hij door het land van de Apaches reist, vindt hij een gewonde jongen, een Apache. Hij verzorgt de jongen, die Machogee heten. Niet lang daarna wordt hij gevonden door andere Apaches en Jeffords vreest voor zijn leven. Uit dankbaarheid voor de verzorging van Machogee laten de Indianen hem vrij. Hij reist mee met de Apaches en moet machteloos toezien hoe de krijgers een groep mijnwerkers doden. Een man wordt gevangen, die blijkt drie indianenscalpen in bezit te hebben. De Apaches graven de man in, zodat alleen zijn hoofd zichtbaar is en smeren hem in met honing. Tom moet toezien hoe mieren de man levend opeten.
De indianen houden woord en laten Jeffords naar Tucson reizen. Daar vraagt Bernall aan Tom om zijn verkenner te worden in de voorgenomen strijd tegen de Apaches. Jeffords weigert en vreest dat de indianen onder leiding van Cochise te sterk zijn. Als Ben Slade, een weduwnaar wiens vrouw is gedood door de Apaches, openlijk aan zijn trouw twijfelt, geeft Tom toe. Hij belooft om met Cochise te onderhandelen en er voor te zorgen dat de post ongeschonden door het gebied van de Apaches kan passeren. Om zich voor te bereiden neemt Jeffords les bij Juan, een Apache en probeert de taal en gebruiken te leren. Vervolgens trekt hij de bergen in naar het hoofdkwartier van Cochise. Hij onderhandelt met het opperhoofd en geeft toe dat de blanken de Indianen veel onrecht hebben aangedaan. Cochise is onder de indruk van Toms kennis over de Apachetaal en -gebruiken. Hij wordt voorgesteld aan de mooie Sonseeahray en wordt een beetje verliefd op haar, maar het meisje houdt de boot af. Uiteindelijk zegt Cochise toe dat de ruiters die de post brengen voortaan ongemoeid worden gelaten.
Terug in Tucson ontmoet hij veel scepsis over het gesloten akkoord. Er wordt zelfs voor 300 dollar gewed dat er nooit vijf opeenvolgende ruiters met post zullen doorkomen. Vier ruiters komen ongemoeid door het Apacheland. Voordat de vijfde ruiter komt, daagt Barnell de Apaches uit door een groep huifkarren door het Apachegebied te laten rijden. Hij hoopt dat Cochise zal aanvallen om zo een oorlog uit te lokken. Er zitten gewapende soldaten in de huifkarren, maar die kunnen weinig uitrichten tegen Cochise en zijn mannen. Vrijwel iedereen wordt gedood. Een overlevende arriveert in Tucson, precies op het moment dat de vijfde postruiter aankomt. De bevolking wordt bang en beschuldigt Tom van spionage voor Cochise. Hij wordt bijna opgehangen en op het nippertje gered door generaal Howard. De generaal vraagt aan Tom om nog een keer naar Cochise te gaan en over een verdrag met de Apaches te onderhandelen. Hij belooft de Indianen gelijkwaardigheid en het recht op eigen land.
Jeffords reist naar Cochise en onderhandelt met hem. Tijdens zijn verblijf bij de indianenleider ontmoet hij Sonseeahray weer. Er springt een vonk over en ze kussen. Tom vraagt aan Cochise of hij met haar mag trouwen, maar de Apacheleider waarschuwt hem dat hij zowel bij de indianen als bij de blanken op vooroordelen zal stuiten. Niettemin verwijst hij Tom door naar de ouders van Sonseeahray, die instemmen met het huwelijk. Intussen vraagt Cochise om een ontmoeting met Howard over het verdrag. De andere Apacheleiders zijn echter niet allemaal te spreken over een vredesverdrag. Cochise wordt beschuldigd van lafheid en er wordt geroepen om een nieuwe leider. Cochise echter vraagt aan zijn mensen om geduld te hebben en voor een periode van drie 'manen' te zien of het verdrag gerespecteerd wordt. Als symbool van vrede breekt hij een pijl. De meeste Apaches scharen zich achter Cochise. Alleen een klein groepje onder leiding van Geronimo dwarsboomt het verdrag. Het zijn ook Geronimo's mannen die Tom en zijn gevolg overvallen. Snel stuurt hij via rooksignalen een noodoproep naar Cochise en de rebelse Apaches worden verslagen. Bij de eerste nieuwe maan trouwen Tom en Sonseeahray. Cochise belooft dat hij de blanken voortaan zal beschermen. 
Dan slaat het noodlot toe. De zoon van weduwnaar Tom Slade meldt dat de Apaches twee revolvers van hem hebben gestolen. Cochise en Tom besluiten de zaak te onderzoeken en samen met Sonseeahray rijden ze naar de ranch van Slade. Daar ligt Tom Slade in een hinderlaag en schiet op de naderende groep. Jeffords wordt geraakt en zijn vrouw gedood. Hierop doodt Cochise zowel vader en zoon Slade. Als de gewonde Jeffords bijkomt en zijn dode vrouw ziet, wil hij wraak. Maar Cochise zegt dat hij niet zal toestaan dat er meer doden vallen en er een nieuwe oorlog komt. Pas later hoort Tom dat de moordenaars van zijn vrouw inmiddels ook dood zijn en kan hij in vrede met zichzelf vertrekken.

## Rolverdeling
| Acteur             | Personage              |
| ------------------ | ---------------------- |
| James Stewart      | Tom Jeffords           |
| Jeff Chandler      | Cochise                |
| Debra Paget        | Sonseeahray            |
| Basil Ruysdael     | Generaal Oliver Howard |
| Will Geer          | Ben Slade              |
| Joyce Mackenzie    | Terry                  |
| Jay Silverheels    | Geronimo               |
| Argentina Brunetti | Nalikadeya             |

## Achtergrond

### Scenario
De film is gebaseerd op historische gebeurtenissen en op historische personages. Zowel Cochise, Geronimo, Tom Jeffords als generaal Howard hebben bestaan. Cochise overleed in 1874 en Jeffords in 1914. Om de film de nodige romantiek mee te geven (noodzakelijk volgens de Hollywoodstudio's in de jaren vijftig) werd de fictieve figuur Sonseeahray toegevoegd. Generaal Oliver Howard had in werkelijkheid ook maar een arm en werd de christelijke generaal genoemd, omdat hij zo vaak in de Bijbel las. Howard haatte racisme omdat de Bijbel niets zegt over de kleur van iemands huid.

### Acteurs
Debbie Paget, die de rol speelde van de Indiaanse Sonseeahray, was pas zestien tijdens het filmen. James Stewart was toen al eenenveertig. Jay Silverheels, die Geronimo speelde, is de enige hoofdrolspeler die ook echt Indiaan van afkomst was. Hij speelde in de jaren vijftig ook de rol van Tonto in de televisieserie rond The Lone Ranger.

### Productie
Norma Productions, Inc., de productiemaatschappij van Burt Lancaster en Harold Hecht, kocht de filmrechten van de roman Blood Brother in 1948. In 1949 werden die overgenomen door 20th Century Fox met als extra voorwaarde dat James Stewart de hoofdrol zou spelen. De titel van de film veranderde nogal eens tijdens de opnamen. Studiobaas Zanuck vond Blood Brother een afschuwelijke titel en een tijdlang was de werktitel Arrow. Later veranderde het in Warpaint en tijdens de opnames in Arizona was het weer Arrow. Een Indiaan die aanwezig was bij de opnames vertelde regisseur Daves dat zijn vader verschillende oorlogen had meegemaakt en dat een gebroken pijl het symbool was voor vrede. Iedereen vond Broken Arrow een mooie titel en men besloot die te handhaven. Een zekere Robert Gessner maakte bezwaar. Hij had in 1933 een boek geschreven met dezelfde titel. Hij werd afgekocht met 1000 dollar. Later bleek ook dat de Apaches helemaal geen gebroken pijl gebruikten als vredesymbool, dat was een gewoonte van de Blackfootstam. De film werd in 1949 gedurende zes weken opgenomen op locatie in de Alabama Hills, Lone Pine, en de Iverson Ranch Chatsworth in Californië, Cathedral Rock, Sedona, Coconino Mountains, Flagstaff en Old Tucson in Arizona. Er deden zo'n 375 echte Apaches aan mee.

## Prijzen en nominaties
- Oscarnominatie Beste mannelijke bijrol– Jeff Chandler
- Oscarnominatie Beste scenario naar een boek of verhaal - Albert Maltz
- Oscarnominatie Beste Cinematografie – Ernest Palmer

## Nieuwe versie
Tussen 1956 en 1958 werd een televisiefilm gemaakt onder de naam Broken Arrow met Michael Ansara als Cochise en John Lupton als Tom Jeffords.